# RSA Battle House Tower
RSA Battle House Tower je mrakodrap stojící ve městě Mobile ve státě Alabama. Má 35 pater a výšku 227 m, je tak nejvyšší ve městě, ale i ve státě. Budova je pojmenována po vedlejší stavbě Battle House Hotel, která je součástí celého komplexu. Budovu obsluhuje 20 výtahů a její osvětlená špice je vidět z dálky skoro 50 km.

## Výstavba
Základy budovy, které jsou více než 2 metry silné, se začaly stavět 7. listopadu 2003. Špice budovy byla nainstalována pomocí vrtulníku Sikorsky S-61 dne 16. září 2006, v ten den dostala budova svoji finální výšku. Během stavby se prohnalo městem 5 hurikánů a stavba se díky tomu o něco opozdila. V roce 2004 to byly hurikány Frances a Ivan a v roce 2005 hurikán Cindy, Dennis a Katrina. Budova byla otevřena 11. května 2007.